# Jordan Coelho
Pour les articles homonymes, voir Coelho.
Jordan Coelho est un nageur français né le 2 avril 1992 à Étampes et est aujourd'hui licencié au club de Vanves Natation. Jusqu'en 2015, Jordan s'entraîne à l'INSEP à Paris sous la houlette de Jean-Lionel Rey. A un an des Jeux Olympiques de Rio il décide de partir s'entraîner avec Franck Esposito (recordman de France de sa spécialité, le 200m papillon) au Pôle France d'Antibes, afin de réaliser son rêve, se qualifier pour les JO. Il y rencontre des partenaires d'entrainement de haut niveau, comme Coralie Balmy et Damien Joly. Et le jeudi 31 mars 2016, Jordan se qualifie pour ces premiers JO sur 200m papillon qui auront lieu à Rio.
Il est médaillé de bronze sur 200 mètres papillon aux Championnats d'Europe juniors de natation 2010 et médaillé d'argent sur 4x100 mètres quatre nages aux Jeux olympiques de la jeunesse d'été de 2010. Il est également finaliste aux Championnats d'Europe petit bassin de Chartres en 2012 sur 200m papillon et demi-finaliste aux Championnats du monde de Barcelone en 2013 toujours sur 200m papillon.
Jordan Coelho est six fois champion de France sur 200 mètres papillon en 2011, 2012, 2013, 2014, 2015 et 2016.
En petit bassin, il est champion de France sur 200 mètres papillon en 2012 et 2013 et 2014.